# Ivana I., grofica Auvergnea
Ivana I. (8. svibnja 1326. – 29. rujna 1360.) bila je grofica vladarica Auvergnea, kao i bulonjska grofica od 1332. do svoje smrti. Brakom je Ivana postala francuska kraljica.
Ivana je bila kći Vilima XII. i njegove supruge Margarete, sestre Filipa III. Navarskog. Nakon Vilimove smrti, Ivana je postala grofica. Njezin je prvi muž bio Filip Burgundski, koji je postao grof Auvergnea iure uxoris. Dijete para bio je Filip I., burgundski vojvoda. 
Dana 9. veljače 1350., gospa Ivana udala se za Ivana, normanskog vojvodu, koji je postao kralj Francuske, Ivan II. Dobri. Ivana je postala kraljica 22. kolovoza 1350. godine. Par je dobio dvije kćeri, Blanku i Katarinu te sina.